# Мањинац
Мањинац је насеље у Србији у општини Књажевац у Зајечарском округу. Према попису из 2022. било је 36 становника (према попису из 1991. било је 201 становника).

## Географија

### Хидрографија
Атар Мањинца није претерано богат водом. Око 6 километара удаљен од Тимока, у Мањинцу је, због недостатка већих извора, становништво упућено на коришћење воде из бунара и привремених водених токова.
Највећа река која пролази кроз село је Поток. Од укупне дужине, која износи 8 километара, Поток пролази кроз Мањинац дужином од око 4 километра. Извире у подножју Маглена, тече на исток котлином Караманци и својим током дели село по дужини. У источном делу прима Брзећки поток и Мишински извор, док низводно низ падину као десне притоке прима Јагњилски и Пореднички поток, а као леву Мањински поток. На крају се, под именом Дебеличка река, улива у Тимок.
Друга по величини река која протиче кроз село је Брзећки поток. Дужине нешто мање од 2 километра, овај поток већим делом тече десном ивицом сеоског насеља. Обале су му стрме и усечене, а улива се у Поток.
Мањински поток, као трећа по величини река у Мањинцу, једина је лева притока Потока. Настаје од два крака на истоку Овчибабе, тече на исток у дужини од око 1,5 километара и улива се у Поток код Падине. Има веома стрме, дубоко усечене обале, на појединим местима неприступачне, обрасле густим растињем и повијушама.

### Флора и фауна
Пошто висинска разлика између апсолутних висинских тачака у атару Мањинца износи 800 метара, разноврсност биљног и животињског света је веома велика. Атар се може поделити на два дела: брдски и планински. Нижи, брдски предео карактеришу веће плодне заравни и поља средње родности, без каменитих терена, одвојена само увалама. По пољима има мањих шумских забрана, које углавном чине храст, багрем и липа, док се у долинама река јављају топола и врба. Како се висина повећава, храст најчешће бива замењен грабом, као и кленовим и лесковим дрвећем, нарочито у северном делу Маглена, Рудина и Лица. Акцијама грађана и Шумске секције из Књажевца, на површини од око 300 хектара је засађено четинарско дрвеће. Планински део обилује пашњацима на заравнима, са разноврсним планинским травама, од којих многе имају лековита својства.

## Демографија
У насељу Мањинац живи 36 пунолетних становника, а просечна старост становништва износи 72,7 година (72,2 код мушкараца и 73,2 код жена). У насељу има 27 домаћинстава, а просечан број чланова по домаћинству је 1,33.
Ово насеље је у потпуности насељено Србима (према попису из 2002. године), а у последња три пописа, примећен је пад у броју становника.
|  |

| Демографија | Демографија | Демографија |
| Година      | Становника  | Становника  |
| ----------- | ----------- | ----------- |
| 1948.       | 442         |             |
| 1953.       | 427         |             |
| 1961.       | 412         |             |
| 1971.       | 376         |             |
| 1981.       | 290         |             |
| 1991.       | 201         | 190         |
| 2002.       | 122         | 131         |
| 2011.       | 100         |             |
| 2022.       | 36          |             |

| Етнички састав према попису из 2002.‍ | Етнички састав према попису из 2002.‍ | Етнички састав према попису из 2002.‍ | Етнички састав према попису из 2002.‍ | Етнички састав према попису из 2002.‍ |
| ------------------------------------ | ------------------------------------ | ------------------------------------ | ------------------------------------ | ------------------------------------ |
|                                      |                                      |                                      |                                      |                                      |
| Срби                                 | Срби                                 |                                      | 122                                  | 100,0%                               |
| непознато                            | непознато                            |                                      | 0                                    | 0,0%                                 |

| Година пописа     | 1948. | 1953. | 1961. | 1971. | 1981. | 1991. | 2002. |
| ----------------- | ----- | ----- | ----- | ----- | ----- | ----- | ----- |
| Број домаћинстава | 97    | 92    | 92    | 88    | 79    | 65    | 56    |

| Број чланова      | 1  | 2  | 3  | 4 | 5 | 6 | 7 | 8 | 9 | 10 и више | Просек |
| ----------------- | -- | -- | -- | - | - | - | - | - | - | --------- | ------ |
| Број домаћинстава | 16 | 21 | 14 | 3 | 2 | 0 | 0 | 0 | 0 | 0         | 2,18   |

| Пол    | Укупно | Неожењен/Неудата | Ожењен/Удата | Удовац/Удовица | Разведен/Разведена | Непознато |
| ------ | ------ | ---------------- | ------------ | -------------- | ------------------ | --------- |
| Мушки  | 55     | 6                | 40           | 7              | 2                  | 0         |
| Женски | 66     | 0                | 39           | 24             | 3                  | 0         |
| УКУПНО | 121    | 6                | 79           | 31             | 5                  | 0         |

| Пол    | Укупно                    | Пољопривреда, лов и шумарство | Рибарство                            | Вађење руде и камена | Прерађивачка индустрија       |
| ------ | ------------------------- | ----------------------------- | ------------------------------------ | -------------------- | ----------------------------- |
| Мушки  | 31                        | 23                            | 0                                    | 0                    | 5                             |
| Женски | 34                        | 31                            | 0                                    | 0                    | 2                             |
| УКУПНО | 65                        | 54                            | 0                                    | 0                    | 7                             |
| Пол    | Производња и снабдевање   | Грађевинарство                | Трговина                             | Хотели и ресторани   | Саобраћај, складиштење и везе |
| Мушки  | 0                         | 1                             | 1                                    | 0                    | 0                             |
| Женски | 0                         | 0                             | 0                                    | 0                    | 0                             |
| УКУПНО | 0                         | 1                             | 1                                    | 0                    | 0                             |
| Пол    | Финансијско посредовање   | Некретнине                    | Државна управа и одбрана             | Образовање           | Здравствени и социјални рад   |
| Мушки  | 0                         | 0                             | 0                                    | 1                    | 0                             |
| Женски | 0                         | 0                             | 0                                    | 0                    | 0                             |
| УКУПНО | 0                         | 0                             | 0                                    | 1                    | 0                             |
| Пол    | Остале услужне активности | Приватна домаћинства          | Екстериторијалне организације и тела | Непознато            | Непознато                     |
| Мушки  | 0                         | 0                             | 0                                    | 0                    | 0                             |
| Женски | 1                         | 0                             | 0                                    | 0                    | 0                             |
| УКУПНО | 1                         | 0                             | 0                                    | 0                    | 0                             |